# Aracima vestita
Aracima vestita là một loài bướm đêm trong họ Geometridae.